# Neferkara Pepyseneb
Neferkara VI Pepyseneb o Neferkara VI, primer faraón de la Dinastía VIII (ac. 2171-2169 a. C), durante el primer periodo intermedio de Egipto.
Tras el hundimiento del Viejo Orden, al final de la Dinastía VI, los nomarcas del Alto Egipto establecen la hegemonía sobre sus territorios. 
La situación en Egipto debía ser caótica y aunque Manetón escribió que la dinastía VIII consistía en "cinco reyes de Menfis que reinaron 100 años", según Eusebio de Cesarea, los académicos piensan que sólo duró unos quince años.
El texto denominado Lamentos de Ipuwer describe una situación caótica: reyes desacreditados, invasión asiática del Delta, desórdenes revolucionarios, destrucción de archivos y tumbas reales, ateísmo y divulgación de secretos religiosos.
Este gobernante podría pertenecer a un consejo temporal de mandatarios, constituido en un periodo de dificultades políticas o económicas. 
Su nombre se encuentra en la Lista Real de Abidos y fragmentos del Canon Real de Turín

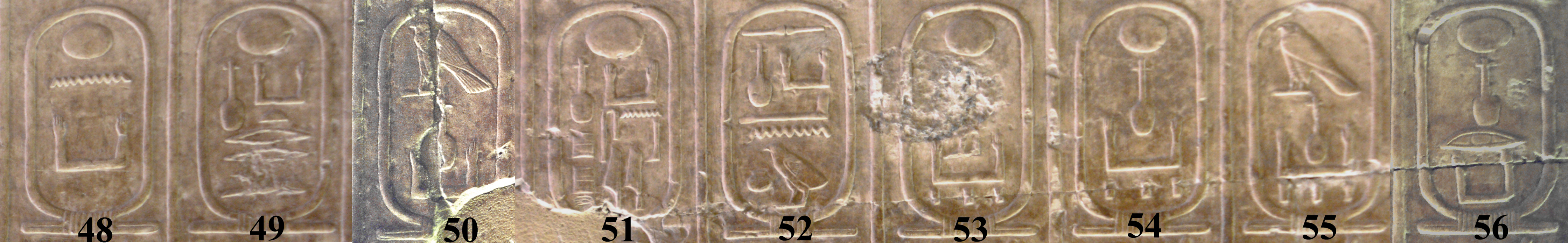
Lista Real de Abidos. Cartucho n.º 51.

## Titulatura
| Titulatura | Jeroglífico | Transliteración (transcripción) - traducción - (referencias) |

| ra | nfr | kA | p · p | i | i | s | n · b |

| ra | nfr | kA | p · p | i | i | s | n · b |

| ra | nfr | kA | p · p | i | i | s | n · b |

| ra | nfr | kA | p · p | i | i | s | n · b |

| ra | nfr | kA | p · p | i | i | s | n · b |

| ra | nfr | kA | p · p | i | i | s | n · b |

| ra | nfr | kA | p · p | i | i | s | n · b |

| ra | nfr | kA | p · p | i | i | s | n · b |

| ra | nfr | kA | p · p | i | i | s | n · b |

| ra | nfr | kA | p · p | i | i | s | n · b |

| ra | nfr | kA | p · p | i | i | s | n · b |

| ra | nfr | kA | p · p | i | i | s | n · b |

| ra | nfr | kA | p · p | i | i | s | n · b |

| ra | nfr | kA | p · p | i | i | s | n · b |

| ra | nfr | kA | p · p | i | i | s | n · b |

| ra | nfr | kA | p · p | i | i | s | n · b |

| nfr | kA | Z1 | G7 |

| nfr | kA | Z1 | G7 |

| nfr | kA | Z1 | G7 |

| nfr | kA | Z1 | G7 |

| nfr | kA | Z1 | G7 |

| nfr | kA | Z1 | G7 |

| nfr | kA | Z1 | G7 |

| nfr | kA | Z1 | G7 |

| nfr | kA | Z1 | G7 |

| nfr | kA | Z1 | G7 |

| nfr | kA | Z1 | G7 |

| nfr | kA | Z1 | G7 |

| nfr | kA | Z1 | G7 |

| nfr | kA | Z1 | G7 |

| nfr | kA | Z1 | G7 |

| nfr | kA | Z1 | G7 |

| p · p | i | i | s | n · b |

| p · p | i | i | s | n · b |

| p · p | i | i | s | n · b |

| p · p | i | i | s | n · b |

| p · p | i | i | s | n · b |

| p · p | i | i | s | n · b |

| p · p | i | i | s | n · b |

| p · p | i | i | s | n · b |

| p · p | i | i | s | n · b |

| p · p | i | i | s | n · b |

| p · p | i | i | s | n · b |

| p · p | i | i | s | n · b |

| p · p | i | i | s | n · b |

| p · p | i | i | s | n · b |

| p · p | i | i | s | n · b |

| p · p | i | i | s | n · b |

| Predecesor: Neferkahor | Faraón Dinastía VIII | Sucesor: Neferkamin Aanu |

- Datos: Q551232
- Multimedia: Neferkare Pepiseneb / Q551232